# Listă de filme de animație din 2009
Aceasta este o listă de filme de animație din anul 2009:
| Titlu | Țara                                                           | Regizor                                         | Studio                                                                                          | Tehnici de animație | Note                                            |
| --- | -------------------------------------------------------------- | ----------------------------------------------- | ----------------------------------------------------------------------------------------------- | ------------------- | ----------------------------------------------- |
| 9 | Statele Unite ale Americii                                     | Shane Acker                                     | Relativity Media Starz Animation                                                                | CG animation        |                                                 |
| Afro Samurai: Resurrection | Statele Unite ale Americii · Japonia                           | Fuminori Kizaki, Jamie Simone                   | Gonzo                                                                                           | Traditional         |                                                 |
| Alice's Birthday День рождения Алисы (Den' rozhdeniya Alisy) | Rusia                                                          | Sergey Seryogin                                 | Master-film                                                                                     | Traditional         |                                                 |
| The Apple & the Worm Æblet & Ormen | Danemarca · Suedia                                             | Anders Morgenthaler, Mads Juul                  | Copenhagen Bombay, Garagefilm International                                                     | Traditional         | [ 1 ]                                           |
| Astro Boy アトム (Atomu) | Japonia · Statele Unite ale Americii                           | David Bowers                                    | Imagi Animation Studios                                                                         | CG animation        |                                                 |
| Barbie and the Three Musketeers | Statele Unite ale Americii                                     | William Lau                                     | Rainmaker Entertainment                                                                         | CG animation        |                                                 |
| Barbie Thumbelina | Statele Unite ale Americii                                     | Conrad Helten                                   | Rainmaker Entertainment                                                                         | CG animation        |                                                 |
| Baton バトン | Japonia · Statele Unite ale Americii                           | Ryuhei Kitamura                                 | Wild Boar Media                                                                                 | Traditional         | [ 2 ] [ 3 ] [ 4 ]                               |
| Bionicle: The Legend Reborn | Statele Unite ale Americii                                     | Mark Baldo                                      | Tinseltown Toons, Threshold Animation Studios, The Lego Group                                   | CG animation        |                                                 |
| Case Closed: The Raven Chaser 名探偵コナン 漆黒の追跡者 (Meitantei Konan Shikkoku no Cheisā) | Japonia                                                        | Yasuichiro Yamamoto                             | Tokyo Movie                                                                                     | Traditional         |                                                 |
| A Christmas Carol | Statele Unite ale Americii                                     | Robert Zemeckis                                 | ImageMovers Digital                                                                             | CG animation        |                                                 |
| Cloudy with a Chance of Meatballs | Statele Unite ale Americii                                     | Phil Lord, Christopher Miller                   | Sony Pictures Animation                                                                         | CG animation        |                                                 |
| Coraline | Statele Unite ale Americii                                     | Henry Selick                                    | Laika                                                                                           | Stop motion         |                                                 |
| The Dolphin: Story of a Dreamer El Delfin: La Historia de un Soñador | Peru                                                           | Eduardo Schuldt                                 | Dolphin Films                                                                                   | CG animation        |                                                 |
| Doraemon: The New Record of Nobita: Spaceblazer 映画ドラえもん 新・のび太の宇宙開拓史 (Doraemon: Shin Nobita no Uchū Kaitakushi)                                                                              | Japonia                                                        | Shigeo Koshi                                    | Shin-Ei Animation                                                                               | Traditional         |                                                 |
| Ed, Edd n Eddy's Big Picture Show | Statele Unite ale Americii                                     | Danny Antonucci                                 | Voice Box Productions, a.k.a. Cartoon                                                           | Traditional         |                                                 |
| Eden of The East Compilation: Air Communication 東のエデン 総集編 Air Communication (Higashi no Eden Sōshū-hen Air Communication)                                                                             | Japonia                                                        | Kenji Kamiyama                                  | Production I.G                                                                                  | Traditional         |                                                 |
| Eden of the East the Movie I: The King of Eden 東のエデン 劇場版Ⅰ The King of Eden (Higashi no Eden Gekijōban I: The King of Eden)                                                                            | Japonia                                                        | Kenji Kamiyama                                  | Production I.G                                                                                  | Traditional         |                                                 |
| Eureka Seven: Good Night, Sleep Tight, Young Lovers 交響詩篇エウレカセブン ポケットが虹でいっぱい (Kōkyō Shihen Eureka Seven: Pocket ga Niji de Ippai)                                                        | Japonia                                                        | Tomoki Kyoda                                    | Bones                                                                                           | Traditional         |                                                 |
| Evangelion: 2.0 You Can (Not) Advance ヱヴァンゲリヲン新劇場版: 破 (Evangerion Shin Gekijōban: Ha) | Japonia                                                        | Hideaki Anno, Masayuki, Kazuya Tsurumaki        | Studio Khara                                                                                    | Traditional         |                                                 |
| Fantastic Mr. Fox | Regatul Unit al Marii Britanii și al Irlandei de Nord          | Wes Anderson                                    | 20th Century Fox Animation, Indian Paintbrush, Regency Enterprises, American Empirical Pictures | Stop motion         |                                                 |
| Fresh Pretty Cure the Movie: The Kingdom of Toys has Lots of Secrets!? フレッシュプリキュア！おもちゃの国は秘密がいっぱい！？ (Fresh Precure! Omocha no Kuni wa Himitsu ga Ippai!?)                           | Japonia                                                        | Junji Shimizu                                   | Toei Animation                                                                                  | Traditional         |                                                 |
| Friends Forever Mullewapp - Das große Kinoabenteuer der Freunde | Germania · Franța · Italia                                     | Tony Loeser, Jesper Møller                      | MotionWorks                                                                                     | Traditional         | [ 5 ]                                           |
| Futurama: Into the Wild Green Yonder | Statele Unite ale Americii                                     | Peter Avanzino                                  | The Curiosity Company 20th Century Fox Animation                                                | Traditional         |                                                 |
| Garfield's Pet Force | Statele Unite ale Americii · Coreea de Sud                     | Mark A.Z. Dippé, Kyung Ho Lee                   | Paws, Inc., The Animation Picture Company                                                       | CG animation        |                                                 |
| Geng: The Adventure Begins Geng: Pengembaraan Bermula | Malaysia                                                       | Nizam Razak                                     | Les' Copaque Production                                                                         | CG animation        |                                                 |
| Green Lantern: First Flight | Statele Unite ale Americii                                     | Lauren Montgomery                               | Warner Bros. Animation                                                                          | Traditional         |                                                 |
| Gurren Lagann the Movie –The Lights in the Sky Are Stars- 天元突破グレンラガン 螺巌篇 (Tengen Toppa Gurren Lagann: Ragan-hen)                                                                                 | Japonia                                                        | Hiroyuki Imaishi                                | Gainax                                                                                          | Traditional         |                                                 |
| Happily N'Ever After 2: Snow White Another Bite @ the Apple | Statele Unite ale Americii                                     | Steven E. Gordon, Boyd Kirkland                 | Kickstart Productions, BAF Berlin Animation Film                                                | CG animation        |                                                 |
| The Happy Cricket and the Giant Bugs O Grilo Feliz e os Insetos Gigantes | Brazilia                                                       | Walbercy Ribas, Rafael Ribas                    | Start Desenhos Animados                                                                         | CG animation        |                                                 |
| The Haunted World of El Superbeasto | Statele Unite ale Americii                                     | Rob Zombie                                      | Carbunkle Cartoons, Film Roman, Spectacle Entertainment Group, Starz Media                      |                     |                                                 |
| Hero of the Rails | Canada                                                         | Greg Tiernan                                    | Hit Entertainment                                                                               | CG animation        |                                                 |
| Hulk Vs | Statele Unite ale Americii                                     | Frank Paur, Sam Liu                             | Marvel Animation, Madhouse                                                                      | Traditional         |                                                 |
| Ice Age: Dawn of the Dinosaurs | Statele Unite ale Americii                                     | Carlos Saldanha, Michael Thurmeier              | Blue Sky Studios                                                                                | CG animation        |                                                 |
| In the Attic or Who Has a Birthday Today? Na půdě aneb Kdo má dneska narozeniny? | Cehia                                                          | Jiří Barta                                      | Bio Illusion, At Armz                                                                           | Stop motion         |                                                 |
| Jasper: Journey to the End of the World Jasper und das Limonadenkomplott | Germania                                                       | Eckart Fingberg, Kay Delventhal                 | Amuse Films, Toons'N'Tales                                                                      | CG animation        | [ 6 ]                                           |
| Khan Kluay 2 ก้านกล้วย (Kan Kluai) | Thailanda                                                      | Taweelap Srivuthivong                           | Kantana Animation                                                                               | CG animation        | [ 7 ]                                           |
| The King of Milu Deer 麋鹿王 | Republica Populară Chineză                                     | Guo Weijiao                                     | Zhonke Weiwo Digital Technology                                                                 | CG animation        | [ 8 ] [ 9 ]                                     |
| Lascars | Franța                                                         | Emmanuel Klotz, Albert Pereira-Lazaro           | Millimages                                                                                      | Traditional         |                                                 |
| Last War of Heavenloids and Akutoloids 天上人とアクト人 最後の戦い (Tenjō-nin to Akuto-nin Saigo no Tatakai )                                                                                                 | Japonia                                                        | Yoshiji Kigami                                  | Kyoto Animation                                                                                 | Traditional         |                                                 |
| Lauras Stern und der geheimnisvolle Drache Nian | Germania                                                       | Piet de Rycker, Thilo Graf Rothkirch            | Rothkirch Cartoon Film, Torus                                                                   | CG animation        |                                                 |
| Luke and Lucy: The Texas Rangers Suske en Wiske: De Texas-Rakkers | Belgia · Luxemburg · Țările de Jos                             | Mark Mertens, Wim Bien                          | Bos Bros. Film & TV Productions, Skyline Entertainment, Cotoon Studio, Luxanimation             | CG animation        |                                                 |
| Macross Frontier The Movie: The False Songstress マクロスF 虚空歌姫～イツワリノウタヒメ～ (Gekijōban Macross F: Itsuwari no)                                                                                  | Japonia                                                        | Shoji Kawamori                                  | Satelight                                                                                       | Traditional         |                                                 |
| Mai Mai Miracle マイマイ新子と千年の魔法 (Maimai Shinko to sen-nen no mahō) | Japonia                                                        | Sunao Katabuchi                                 | Madhouse                                                                                        | Traditional         |                                                 |
| Mary and Max | Australia                                                      | Adam Elliot                                     | Melodrama Pictures                                                                              | Stop motion         |                                                 |
| Masha and the Magic Nut Наша Маша и волшебный орех (Nasha Masha i Volshebnyy orekh) | Rusia                                                          | Egor Konchalovskiy                              | Amedia, Gala-Film                                                                               | CG animation        | [ 10 ] [ 11 ]                                   |
| McDull, Kung Fu Kindergarten 麥兜响噹噹 | Hong Kong                                                      | Brian Tse                                       | Bliss Pictures Ltd.                                                                             | Traditional         |                                                 |
| Monsters vs. Aliens | Statele Unite ale Americii                                     | Conrad Vernon, Rob Letterman                    | DreamWorks Animation                                                                            | Traditional         |                                                 |
| Naruto Shippūden The Movie: Inheritors of the Will of Fire 劇場版 NARUTO-ナルト- 疾風伝 火の意志を継ぐ者 (Gekijōban Naruto Shippūden Hi no Ishi wo Tsugumono)                                                 | Japonia                                                        | Masahiko Murata                                 | Studio Pierrot                                                                                  | Traditional         |                                                 |
| Oblivion Island: Haruka and the Magic Mirror ホッタラケの島 〜遥と魔法の鏡〜 (Hottarake no Shima: Haruka to Mahō no Kagami)                                                                                   | Japonia                                                        | Shinsuke Sato                                   | Production I.G, Dentsu                                                                          | Traditional         |                                                 |
| Olives Dream Zeytinin Hayali | Turcia                                                         |                                                 | Ella Animation & Productions                                                                    | Traditional         | [ 12 ] [ 13 ]                                   |
| One Piece Film: Strong World ワンピースフィルム ストロングワールド Wan Pīsu Firumu: Sutorongu Wārudo | Japonia                                                        | Munehisa Sakai                                  | Toei Animation                                                                                  | Traditional         |                                                 |
| Pettson & Findus IV - Forget-Abilities Pettson & Findus - Glömligheter | Suedia                                                         | Jørgen Lerdam, Anders Sørensen                  | A. Film, Studio Baestarts                                                                       | Traditional         | [ 14 ] [ 15 ]                                   |
| Planet 51 | Spania · Regatul Unit al Marii Britanii și al Irlandei de Nord | Jorge Blanco, Javier Abad, Marcos Martínez      | Ilion Animation Studios                                                                         | CG animation        |                                                 |
| Pleasant Goat and Big Big Wolf: The Super Snail Adventure | Republica Populară Chineză                                     |                                                 |                                                                                                 |                     |                                                 |
| Pokémon: Arceus and the Jewel of Life 劇場版ポケットモンスター ダイヤモンド&パール アルセウス 超克の時空へ (Gekijōban Poketto Monsutā Daiyamondo ando Pāru: Aruseusu Chōkoku no Jikū e)                       | Japonia · Statele Unite ale Americii                           | Kunihiko Yuyama                                 | OLM, Inc.                                                                                       | Traditional         |                                                 |
| Pretty Cure All Stars DX: Everyone's Friends - the Collection of Miracles! プリキュアオールスターズＤＸ みんなともだちっ☆奇跡の全員大集合！ (Precure All Stars DX: Minna Tomodachi— Kiseki no Zenin Daishūgō) | Japonia                                                        | Takashi Otsuka                                  | Toei Animation                                                                                  | Traditional         |                                                 |
| The Princess and the Frog | Statele Unite ale Americii                                     | Ron Clements, John Musker                       | Walt Disney Animation Studios                                                                   | CG animation        |                                                 |
| Princess Lillifee Prinzessin Lillifee | Germania                                                       | Ansgar Niebuhr, Alan Simpson, Zhi-Jian Xu       | Beta Film, Caligari Film- und Fernsehproduktions, WunderWerk                                    | Traditional         | Arhivat în 11 aprilie 2012, la Wayback Machine. |
| The Prodigy | Statele Unite ale Americii                                     | Robert D. Hanna                                 | Prevalent Entertainment                                                                         | CG animation        | [ 17 ]                                          |
| Professor Layton and the Eternal Diva レイトン教授と永遠の歌姫 (Reiton-kyōju to Eien no Utahime) | Japonia                                                        | Masakazu Hashimoto                              | P.A. Works, OLM, Inc.                                                                           | Traditional         |                                                 |
| A Room and a Half, or A Sentimental Journey to the Homeland Полторы комнаты, или Сентиментальное путешествие на родину (Poltory komnaty, ili Sentimentalnoye puteshestviye na rodinu)                         | Rusia                                                          | Andrey Khrzhanovsky                             | School-Studio SHAR                                                                              | Traditional         | [ 18 ]                                          |
| Scooby-Doo! and the Samurai Sword | Statele Unite ale Americii                                     | Christopher Berkeley                            | Warner Bros. Animation                                                                          | Traditional         |                                                 |
| The Secret of Kells aka. Brendan and the Secret of Kells | Republica Irlanda · Belgia · Franța                            | Tomm Moore, Nora Twomey                         | Celluloid Dreams, Cartoon Saloon                                                                | Traditional         |                                                 |
| Space Battleship Yamato: Resurrection 宇宙戦艦ヤマト 復活篇 (Uchū Senkan Yamato: Fukkatsu Hen) | Japonia                                                        | Yoshinobu Nishizaki                             | Enagio                                                                                          | Traditional         |                                                 |
| Storm Rider Clash of the Evils | Republica Populară Chineză                                     | Dante Lam                                       |                                                                                                 |                     |                                                 |
| Summer Wars サマーウォーズ (Samā Wōzu) | Japonia                                                        | Mamoru Hosoda                                   | Madhouse                                                                                        | Traditional         |                                                 |
| Superman/Batman: Public Enemies | Statele Unite ale Americii                                     | Sam Liu                                         | Warner Bros. Animation                                                                          | Traditional         |                                                 |
| Tales of Vesperia: The First Strike テイルズ オブ ヴェスペリア 〜The First Strike〜 (Teiruzu obu Vesuperia ~The First Strike~)                                                                                | Japonia                                                        | Kenta Kamei                                     | Production I.G                                                                                  | Traditional         |                                                 |
| Technotise: Edit & I | Serbia                                                         | Aleksa Gajić                                    | Black White 'N' Green                                                                           | Traditional         |                                                 |
| Tinker Bell and the Lost Treasure | Statele Unite ale Americii                                     | Klay Hall                                       | DisneyToon Studios                                                                              | CG animation        |                                                 |
| A Town Called Panic Panique au village | Belgia · Luxemburg                                             | Stéphane Aubier, Vincent Patar                  | La Parti Productions, Made in Productions, Mélusine Productions                                 | Stop motion         |                                                 |
| The True Story of Puss in Boots La Véritable Histoire du chat botté | Franța · Belgia · Eswatini                                     | Jérôme Deschamps, Pascal Hérold, Macha Makeïeff | Herold and Family, MK2                                                                          | CG animation        | Arhivat în 23 mai 2010, la Wayback Machine.     |
| Up | Statele Unite ale Americii                                     | Pete Docter                                     | Pixar                                                                                           | CG animation        |                                                 |
| The Velveteen Rabbit | Statele Unite ale Americii                                     | Michael Landon Jr.                              | Feature Films for Families, Family1 Films and Believe Pictures                                  | Traditional         |                                                 |
| Winnetoons, the Legend of Silver Lake WinneToons - Die Legende vom Schatz im Silbersee | Germania · Belgia                                              | Gert Ludewig                                    | ASL, DeFamilieJanssen, Europool, Toon City Animation                                            | Traditional         | [ 20 ]                                          |
| Wonder Woman | Statele Unite ale Americii                                     | Lauren Montgomery                               | Warner Bros. Animation                                                                          | Traditional         |                                                 |
| Yona Yona Penguin よなよなペンギン | Japonia · Franța                                               | Rintaro                                         | Madhouse, Dynamo Pictures                                                                       | CG animation        |                                                 |